# Rock of Ages (musikal)
Rock of Ages är en rockmusikal med manus av Chris D'Arienzo baserad på musik från tidigare kända låtar i genren klassisk rock från 1980-talet, särskilt  från årtiondets glamrock-scen. Musikalen innehåller låtar från Styx, Journey, Bon Jovi, Pat Benatar, Twisted Sister, Steve Perry, Poison och Europe och andra kända rockband.

## Produktioner

### Tidiga uppsättningar
| Roll              | Skådespelare     |
| ----------------- | ---------------- |
| Drew Dillenbeck   | James Snyder     |
| Sherrie Christian | Laura Bell Bundy |
| Lonny Barnett     | Dan Finnerty     |
| Stacee Jaxx       | Chris Hardwick   |
| Dennis Dupree     | Kyle Gass        |
| Franz Klinemann   | Tom Lenk         |
| Regina McKaig     | Patty Wortham    |
| Justice Charlier  | Michele Mais     |
| Mayor             | Jeremy Rabb      |
| Hertz Klinemann   | David Holladay   |

Rock of Ages sattes upp för första gången den 27 juli 2005 i Los Angeles på klubben King King på Hollywood Boulevard. Den flyttade till  Vanguard Hollywood i januari 2006 där den spelade under sex veckor. Chris D'Arienzos manus regisserades av Kristin Hanggi, med koreografi av RJ Durell.
Efter en mycket framgång på Vanguard, flyttade showen till Ren-Mar studios, där den gick för fulla salonger. I maj 2006 gick den tillfälligt på Flamingo i Las Vegas.

### Off-Broadway 2008

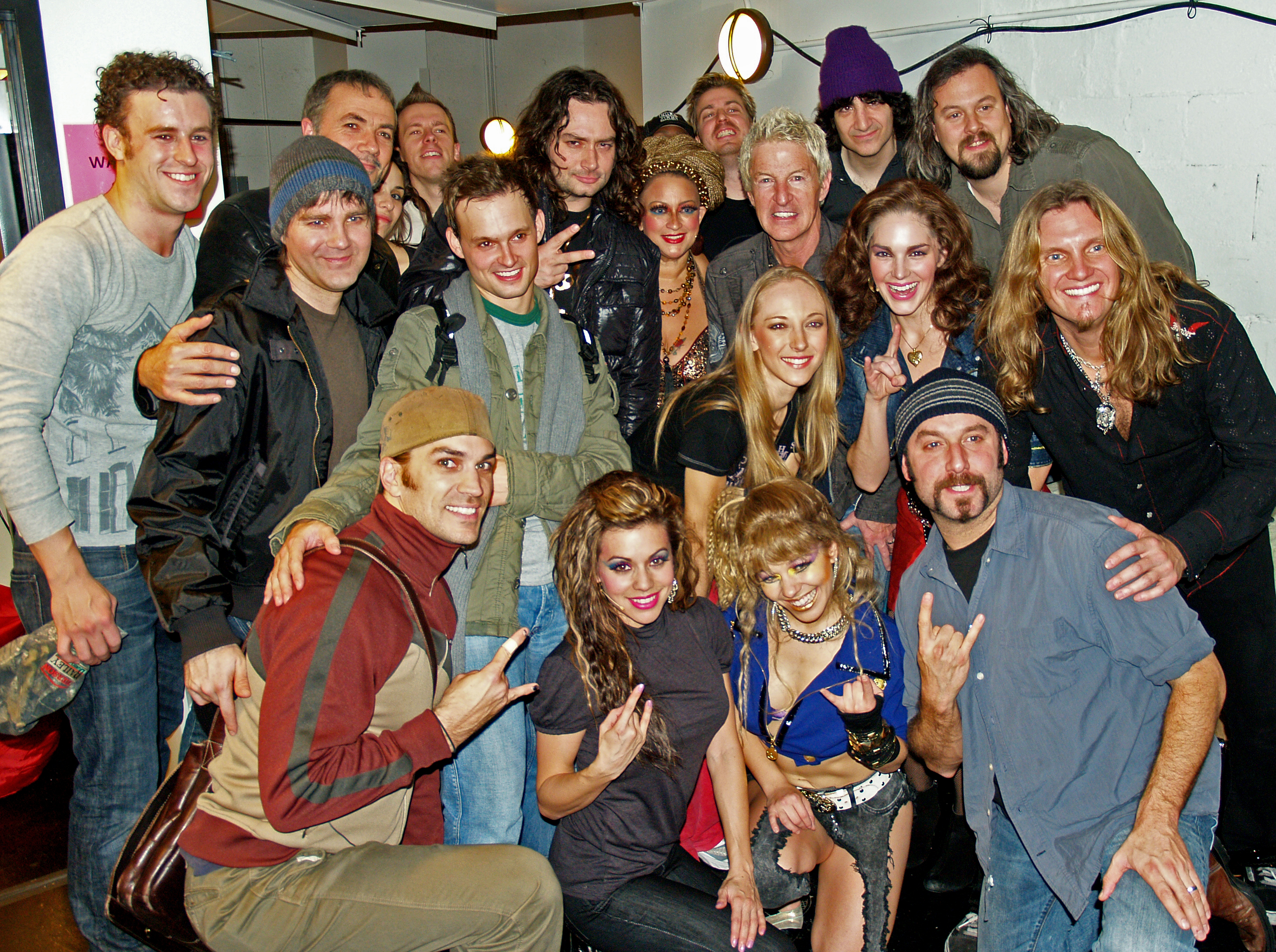
Ensemblen från 2008 års Off-Broadway-produktion

Musikalen sattes upp off-Broadway på New World Stages med premiär den 16 oktober 2008 och gick  fram till 4 januari 2009, med skådespelare som Constantine Maroulis, Paul Schoeffler och Will Swenson. Kelly Devine var ny koreograf, och Ethan Popp  hade i uppgift att hjälpa till med orkestreringen av de nya låtar som nu lades till i musikalen.

### Broadway 2009
Uppsättningen flyttades upp till Broadway på Brooks Atkinson Theatre med officiell nypremiär 7 april 2009. Broadwayproduktionen hade tillfälligt uppehåll från den 9 januari 2011 då den flyttades återigen, nu till Helen Hayes Theatre med föreställningar från och med 24 mars 2011.

### Toronto 2009
Musikalen sökte nya talanger i oktober 2009 och i december valdes en ensemble och repeterade snabbt in musiken till ett TV-framträdande på nyår. Förhandsvisningar började den 20 april 2010 på The Royal Alexandra Theater i Toronto, Ontario, Kanada, med officiell premiär  den 11 maj 2010. Ensemblen bestod av bland andra Elicia MacKenzie som Sherrie och Aaron Walpole som Lonny. Föreställningen lade ner den 2 januari 2011.

### Australien 2011
Den australienska produktionen hade premiär i Melbourne i april 2011 på Comedy Theatre. Justin Burford spelade rollen som Drew med Amy Lehpamer som Sherrie, Michael Falzon som Stacee Jaxx, Brent Hill som Lonny, och Anthony Harkin som Dennis. Uppsättningen flyttade till Brisbane i november 2011 på Lyric Theatre, QPAC med premiär den 12 november 2011. Den australienska  produktionen gjorde sin sista föreställning i Brisbane den 4 december 2011.

### West End 2011
Den brittiska produktionen sattes upp i Londons West End med föreställningar från den 31 augusti 2011 på Shaftesbury Theatre. Premiärkvällen för allmänheten var den 27 september 2011.
Vid premiären spelades rollen som Drew Dillenbeck av Oliver Tompsett, Sherrie Christian av Amy Pemberton (men ersattes av Natalie Andreou), Lonny Barnett gjordes av Simon Lipkin, Chris Hardwick spelade rollen som Stacee Jaxx, Justin Lee Collins som Dennis Dupree, Sandy Moffat som Franz Klinemann, Jodie Jacobs som Regina McKaig/Candi, Rachel McFarlane som Justice/Mother, Nathan Amzi som Mayor och Rohan Tickell i rollen som Hertz Klinemann.
Amy Pemberton lämnade föreställningen efter endast tre veckor, och ersattes av Natalie Andreou. Det tidiga avhoppet skedde på grund av körtelfeber. Hon var sjukskriven från showen i flera månader med Natalie Andreou som inhoppare, tills det beslutades att hon inte längre skulle fortsätta med Rock of Ages och Natalie fick officiellt  rollen som Sherrie. Det är dock Amy Pemberton som syns på bild i programmet för 2011-2012 och den stora skyltningen vid entrén till teatern.
Föreställningen flyttade från Shaftesbury Theatre till Garrick Theatre i januari 2013.

### Filmatisering 2012
| Roll                | Skådespelare         |
| ------------------- | -------------------- |
| Drew Boley          | Diego Boneta         |
| Sherrie Christian   | Julianne Hough       |
| Lonny Barnett       | Russell Brand        |
| Stacee Jaxx         | Tom Cruise           |
| Dennis Dupree       | Alec Baldwin         |
| Justice Charlier    | Mary J. Blige        |
| Paul Gill           | Paul Giamatti        |
| Mayor Mike Whitmore | Bryan Cranston       |
| Patricia Whitmore   | Catherine Zeta-Jones |
| Constance Sack      | Malin Åkerman        |

Filmrättigheterna till Rock of Ages såldes till Warner Bros. och New Line Cinema. Filmen regisserades av Adam Shankman och var från början tänkt att spelas in med start sommaren 2010, men inspelningarna började inte förrän i maj 2011. Filmen hade biopremiär den 15 juni 2012.

### Rollista för större produktioner
| Role                         | Ursprunglig Broadway-ensemble | Nuvarande Broadway-ensemble | Ursprunglig Toronto-ensemble | Första amerikanska turnén | Ursprunglig australiensk ensemble | Ursprunglig West End-ensemble | Nuvarande West End-ensemble | Andra amerikanske turnén | Andra amerikanska turnén, år två |
| ---------------------------- | ----------------------------- | --------------------------- | ---------------------------- | ------------------------- | --------------------------------- | ----------------------------- | --------------------------- | ------------------------ | -------------------------------- |
| Drew Boley                   | Constantine Maroulis          | Justin Matthew Sargent      | Yvan Pedneault               | Constantine Maroulis      | Justin Burford                    | Oliver Tompsett               | Ross Hunter                 | Dominique Scott          | Dominique Scott                  |
| Sherrie Christian            | Amy Spanger                   | Kate Rockwell               | Elicia MacKenzie             | Rebecca Faulkenberry      | Amy Lehpamer                      | Amy Pemberton                 | Natalie Andreou             | Shannon Mullen           | Shannon Mullen                   |
| Lonny/Record Company Man     | Mitchell Jarvis               | Genson Blimline             | Aaron Walpole                | Patrick Lewallen          | Brent Hill                        | Simon Lipkin                  | Simon Lipkin                | Justin Colombo           | Justin Colombo                   |
| Stacee Jaxx/Sherrie's Father | James Carpinello              | Joey Calveri                | Peter Deiwick                | MiG Ayesa                 | Michael Falzon                    | Shayne Ward                   | Tim Howar                   | Matt Nolan               | Universo Pereira                 |
| Dennis/Record Company Man    | Adam Dannheisser              | Adam Dannheisser            | David W. Keeley              | Nick Cordero              | Anthony Harkin                    | Justin Lee Collins            | Daniel Fletcher             | Matt Ban                 | Jacob L. Smith                   |
| Franz                        | Wesley Taylor                 | Cody Scott Lancaster        | Cody Scott Lancaster         | Travis Walker             | Lincoln Hall                      | Sandy Moffat                  | Sandy Moffat                | Stephen Kane             | Stephen Kane                     |
| Regina/Candi                 | Lauren Molina                 | Josephine Rose Roberts      | Josephine Rose Roberts       | Casey Tuma                | Francine Cain                     | Jodie Jacobs                  | Jodie Jacobs                | Katie Postotnik          | Megan McHugh                     |
| Justice/Sherrie's Mother     | Michele Mais                  | Theresa Stanley             | Angela Teek                  | Theresa Stanley           | Rachel Dunham                     | Rachel McFarlane              | Rachel McFarlane            | Amma Osei                | Amma Osei                        |
| Hertz                        | Paul Schoeffler               | Matthew Stocke              | Victor Young                 | Bret Tuomi                | David Whitney                     | Rohan Tickell                 | Rohan Tickell               | Phillip Peterson         | Phillip Peterson                 |

## Låtlista
| Akt I - "Just Like Paradise/Nothin' but a Good Time" – Lonny & hela ensemblen - "Sister Christian" – Sherrie, Drew, mamma, pappa & ensemble - "Too Much Time on My Hands/We Built This City" – Drew, Dennis, Lonny, Stacee Jaxx, Regina, Franz, Hertz & ensemble - "I Wanna Rock" – Drew & ensemble - "We're Not Gonna Take It" – Regina & ensemble - "More Than Words/Heaven/To Be with You" – Sherrie, Drew & ensemble - "Waiting for a Girl Like You" – Drew, Sherrie - "Wanted Dead or Alive" – Sherrie, Stacee Jaxx & ensemble - "I Want to Know What Love Is" – Drew, Sherrie, Stacee Jaxx & ensemble - "Cum on Feel the Noize/We're Not Gonna Take It (Reprise)" – Drew, Stacee Jaxx & ensemble - "Harden My Heart/Shadows of the Night" – Sherrie, Justice, Lonny & ensemble - "Here I Go Again" – hela ensemblen † Inte med på originalinspelningen från Broadway-ensemblen | Akt II - "The Final Countdown" – Regina, Dennis, Lonny, Franz, Hertz & ensemble - "Any Way You Want It/I Wanna Rock (repris)" – Drew, Sherrie, Justice, skivbolagsmän & ensemble - "High Enough" – Sherrie, Drew & ensemble - "I Hate Myself for Loving You/Heat of the Moment" – Sherrie, Drew, Stacee Jaxx & ensemble - "Hit Me with Your Best Shot" – Regina, Franz, Hertz & ensemble - "Can't Fight This Feeling" – Dennis, Lonny & ensemble - "Every Rose Has Its Thorn" – Sherrie, Drew, Lonny, Dennis, Justice, Stacee Jaxx, Franz, Hertz & ensemble - "Keep on Loving You" – Hertz † - "Oh Sherrie" – Drew, Sherrie & ensemble - "The Search Is Over" – Drew, Sherrie & ensemble - "Renegade" – Stacee Jaxx & ensemble † - "Don't Stop Believin'" – hela ensemblen |

‡ Låten "Rock of Ages" av Def Leppard är inte med i musikalen på grund av att Universal Music Group inte lät dem få licens för låten. Istället har man ofta spelar Def Leppards egna inspelning av låten vid inropning.